# Morijah
 (septembre 2024).
La mise en forme du texte ne suit pas les recommandations de Wikipédia : il faut le « wikifier ».
Les points d'amélioration suivants sont les cas les plus fréquents. Le détail des points à revoir est peut-être précisé sur la page de discussion.
- Les titres sont pré-formatés par le logiciel. Ils ne sont ni en capitales, ni en gras.
- Le texte ne doit pas être écrit en capitales (les noms de famille non plus), ni en gras, ni en italique, ni en « petit »…
- Le gras n'est utilisé que pour surligner le titre de l'article dans l'introduction, une seule fois.
- L'italique est rarement utilisé : mots en langue étrangère, titres d'œuvres, noms de bateaux, etc.
- Les citations ne sont pas en italique mais en corps de texte normal. Elles sont entourées par des guillemets français : « et ».
- Les listes à puces sont à éviter, des paragraphes rédigés étant largement préférés. Les tableaux sont à réserver à la présentation de données structurées (résultats, etc.).
- Les appels de note de bas de page (petits chiffres en exposant, introduits par l'outil «  Source ») sont à placer entre la fin de phrase et le point final[comme ça].
- Les liens internes (vers d'autres articles de Wikipédia) sont à choisir avec parcimonie. Créez des liens vers des articles approfondissant le sujet. Les termes génériques sans rapport avec le sujet sont à éviter, ainsi que les répétitions de liens vers un même terme.
- Les liens externes sont à placer uniquement dans une section « Liens externes », à la fin de l'article. Ces liens sont à choisir avec parcimonie suivant les règles définies. Si un lien sert de source à l'article, son insertion dans le texte est à faire par les notes de bas de page.
- La présentation des références doit suivre les conventions bibliographiques. Il est recommandé d'utiliser les modèles {{Ouvrage}}, {{Chapitre}}, {{Article}}, {{Lien web}} et/ou {{Bibliographie}}. Le mode d'édition visuel peut mettre en forme automatiquement les références.
- Insérer une infobox (cadre d'informations à droite) n'est pas obligatoire pour parachever la mise en page.

Pour une aide détaillée, merci de consulter Aide:Wikification.
Si vous pensez que ces points ont été résolus, vous pouvez retirer ce bandeau et améliorer la mise en forme d'un autre article.
Morijah, de son nom à l'état civil Gnamiensè Reine Morija N’da, née le 8 août 1999 à Adjamé en Côte d'Ivoire, est une auteure-compositrice et interprète de musique gospel.

## Biographie

### Enfance et éducation
Elle naît le 8 août 1999  d'un père pasteur chrétien et d'une mère chantre, à Adjamé en Côte d'Ivoire, en Afrique de l'Ouest,,,,,. Elle est la quatrième d'une famille de sept enfants. C'est à ses 13 ans, au cours de l'année 2012, que Morijah devient chrétienne.
Deux années plus tard, elle passe par les eaux du baptême, à l'âge de 15 ans. Par la suite, elle rejoint le groupe musical de son église où elle apprend avec sa mère.
Morijah fréquente l’école primaire méthodiste de Williamsville à Adjamé, du CP au CM2, se distinguant en étant Major durant ces années. Elle poursuit sa scolarité au Lycée moderne de Cocody-Angré à Abidjan, établissement au sein duquel elle participe à différents concours. Elle s’inscrit par la suite, après avoir validé son baccalauréat, en faculté de Droit au Centre de Recherche et d’actions pour la paix (CERAP-UJ) pour effectuer 3 années de licence. Enfin, elle entame par la suite un master en droit privé.

### Carrière
Morijah commence sa carrière musicale en octobre 2020, marquée par sa signature de contrat avec le label de musique Djeys Records. Elle poste d'abord quelques vidéos cover dans lesquelles elle reprend des chants chrétiens connus, notamment une reprise du chant "Saint-Esprit" de la chantre congolaise Dena Mwana.
Puis elle sort en janvier 2021 un premier single intitulé « Parle-moi ». Dans le courant du mois de juin de la même année, elle sort son deuxième single intitulé "Allô Allô".
Le 4 décembre 2021, elle sort son premier projet musical intitulé Reconnaissance. Dans cet EP de cinq chansons, elle collabore avec les rappeurs KS Bloom et David Okit.
Elle a fait des concerts dans divers pays, notamment au Canada, en République démocratique du Congo et en Côte d'Ivoire.
Sa musique a désormais dépassé les frontières, jusqu’à atteindre le cœur de tous les congolais, où d'ailleurs elle est surnommée affectueusement « Mujinga », un nom populaire d’origine congolaise.

### Vie privée
Le 29 novembre 2024, Morijah s’est officiellement marié avec le chantre et producteur Willy Djeys, à l’Hôtel Communal de Cocody.

## Discographie

### Albums
- 2023 : 1er amour

### EPs
- 2021 : Reconnaissance
  1. Miséricorde
  2. Reconnaissance (feat. David Okit)
  3. Mon Défenseur
  4. Père
  5. Témoigner (feat. KS Bloom)

### Singles
- 2021 : Parle-Moi
- 2021 : Allô Allô

### Collaborations
- 2022 : Krista Marguerite - Confiance ft. Morijah
- 2023 : Esther Do - Ta gloire
- 2024 : Simiane - "Adonai" ft. Morijah